# Campionati europei di atletica leggera indoor 2019 - Eptathlon
Il concorso dell'eptathlon ai campionati europei di atletica leggera indoor di Glasgow 2019 si è svolto il 2 ed il 3 marzo 2019 presso la Commonwealth Arena and Sir Chris Hoy Velodrome.
La gara è stata vinta dallo spagnolo Jorge Ureña con 6 218 punti.

## Podio
| Pos.    | Atleta         | Nazionalità                 |
| ------- | -------------- | --------------------------- |
| Oro     | Jorge Ureña    | Spagna                      |
| Argento | Tim Duckworth  | Gran Bretagna               |
| Bronzo  | Il'ja Škurenëv | Atleti Neutrali Autorizzati |

## Risultati

### 60 metri piani

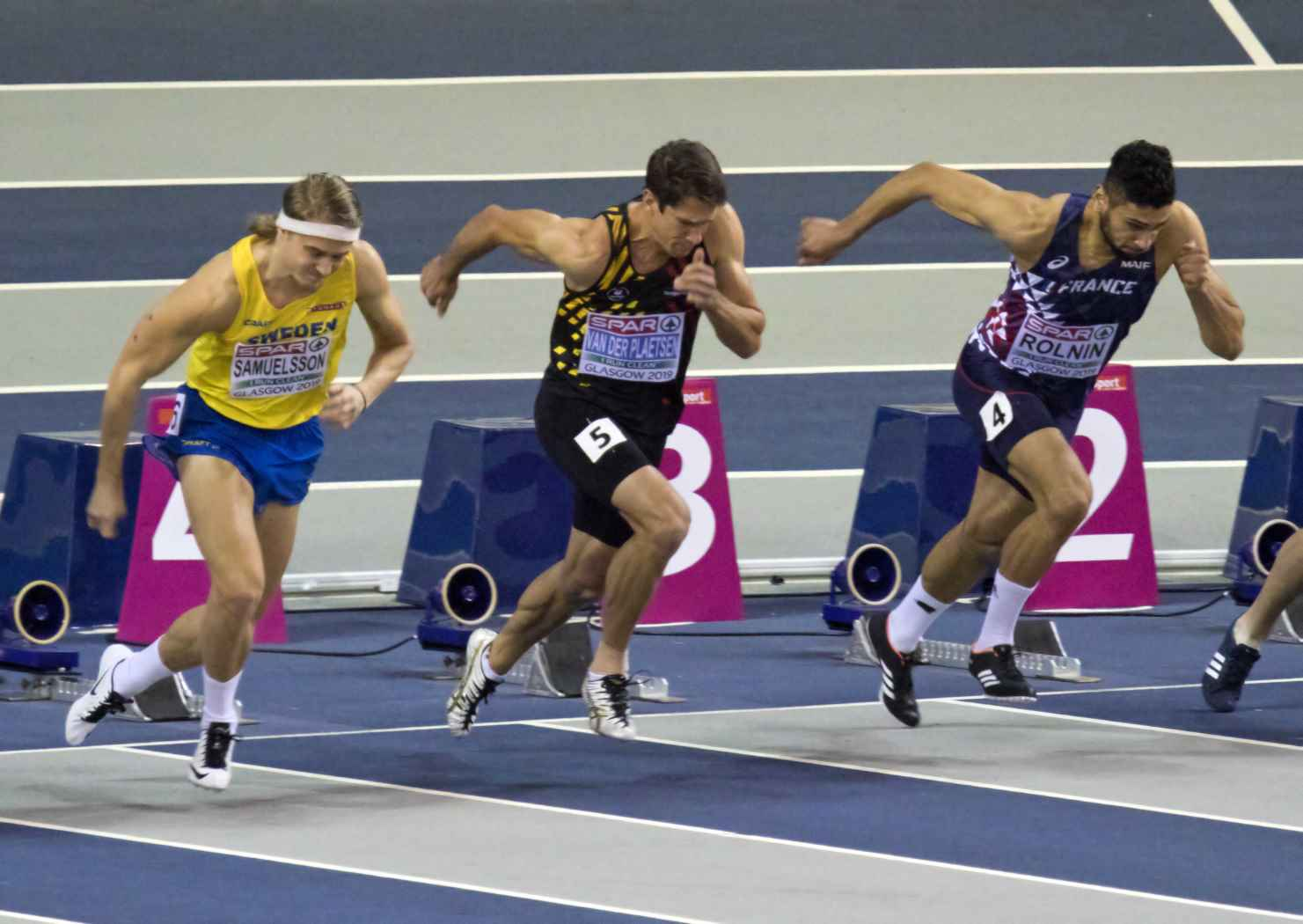
Batteria 1

| Class. | Gruppo | Corsia | Atleta                  | Nazione                     | Tempo | Note                                     | Punti |
| ------ | ------ | ------ | ----------------------- | --------------------------- | ----- | ---------------------------------------- | ----- |
| 1      | 2      | 4      | Karl Robert Saluri      | Estonia                     | 6.75  | Record dei campionati                    | 973   |
| 2      | 2      | 7      | Tim Duckworth           | Gran Bretagna               | 6.85  |                                          | 936   |
| 3      | 2      | 5      | Jorge Ureña             | Spagna                      | 6.96  | Miglior prestazione personale stagionale | 897   |
| 4      | 2      | 3      | Martin Roe              | Norvegia                    | 7.03  |                                          | 872   |
| 5      | 1      | 3      | Andreas Bechmann        | Germania                    | 7.05  | Miglior prestazione personale            | 865   |
| 6      | 1      | 6      | Fredrik Samuelsson      | Svezia                      | 7.06  |                                          | 861   |
| 7      | 2      | 6      | Jiří Sýkora             | Rep. Ceca                   | 7.08  |                                          | 854   |
| 8      | 1      | 4      | Basile Rolnin           | Francia                     | 7.13  |                                          | 837   |
| 8      | 1      | 7      | Vitaliy Zhuk            | Bielorussia                 | 7.13  | Miglior prestazione personale            | 837   |
| 10     | 1      | 8      | Janek Õiglane           | Estonia                     | 7.15  |                                          | 830   |
| 11     | 2      | 8      | Il'ja Škurenëv          | Atleti Neutrali Autorizzati | 7.18  |                                          | 819   |
| 12     | 1      | 5      | Thomas Van der Plaetsen | Belgio                      | 7.35  |                                          | 762   |

### Salto in lungo
| Class. | Atleta                  | Nazione                     | #1   | #2   | #3   | Risultati | Notes                                    | Punti | Totale |
| ------ | ----------------------- | --------------------------- | ---- | ---- | ---- | --------- | ---------------------------------------- | ----- | ------ |
| 1      | Tim Duckworth           | Gran Bretagna               | 7.79 | x    | 7.74 | 7.79      | Miglior prestazione personale stagionale | 1007  | 1947   |
| 2      | Fredrik Samuelsson      | Svezia                      | 7.39 | 7.43 | 7.66 | 7.66      | Miglior prestazione personale            | 975   | 1836   |
| 2      | Il'ja Škurenëv          | Atleti Neutrali Autorizzati | 7.39 | 7.43 | 7.66 | 7.66      |                                          | 975   | 1794   |
| 4      | Thomas Van der Plaetsen | Belgio                      | 7.57 | 7.45 | 7.42 | 7.57      |                                          | 952   | 1714   |
| 5      | Martin Roe              | Norvegia                    | 7.53 | 7.49 | 7.53 | 7.53      |                                          | 942   | 1814   |
| 6      | Karl Robert Saluri      | Estonia                     | 7.49 | x    | 7.48 | 7.49      |                                          | 932   | 1905   |
| 7      | Basile Rolnin           | Francia                     | 7.44 | 7.38 | 7.13 | 7.44      |                                          | 920   | 1757   |
| 8      | Jorge Ureña             | Spagna                      | 7.29 | 7.11 | 7.39 | 7.39      |                                          | 908   | 1805   |
| 9      | Andreas Bechmann        | Germania                    | 7.11 | 7.23 | 7.39 | 7.39      | Miglior prestazione personale stagionale | 908   | 1773   |
| 10     | Jiří Sýkora             | Rep. Ceca                   | 7.36 | x    | x    | 7.36      |                                          | 900   | 1754   |
| 11     | Janek Õiglane           | Estonia                     | 7.14 | 7.23 | 6.89 | 7.23      |                                          | 869   | 1699   |
| 12     | Vitaliy Zhuk            | Bielorussia                 | x    | x    | 6.55 | 6.55      |                                          | 709   | 1546   |

### Getto del peso
| Class. | Atleta                  | Nazione                     | #1    | #2    | #3    | Risultati | Note                          | Punti | Totale |
| ------ | ----------------------- | --------------------------- | ----- | ----- | ----- | --------- | ----------------------------- | ----- | ------ |
| 1      | Vitaliy Zhuk            | Bielorussia                 | 16.32 | 15.26 | 15.81 | 16.32     | Miglior prestazione personale | 871   | 2417   |
| 2      | Martin Roe              | Norvegia                    | 15.59 | 15.60 | 15.53 | 15.60     |                               | 827   | 2641   |
| 3      | Janek Õiglane           | Estonia                     | 14.99 | 15.50 | x     | 15.50     | Miglior prestazione personale | 820   | 2519   |
| 4      | Basile Rolnin           | Francia                     | 13.30 | 14.56 | 15.17 | 15.17     | Miglior prestazione personale | 800   | 2557   |
| 5      | Jiří Sýkora             | Rep. Ceca                   | 14.60 | 15.09 | 15.05 | 15.09     | Miglior prestazione personale | 795   | 2549   |
| 6      | Fredrik Samuelsson      | Svezia                      | 12.35 | 13.92 | 14.69 | 14.69     | Miglior prestazione personale | 771   | 2607   |
| 7      | Jorge Ureña             | Spagna                      | x     | x     | 14.68 | 14.68     | Miglior prestazione personale | 770   | 2575   |
| 8      | Il'ja Škurenëv          | Atleti Neutrali Autorizzati | 13.55 | 13.61 | 14.30 | 14.30     |                               | 747   | 2541   |
| 9      | Andreas Bechmann        | Germania                    | 13.55 | 14.04 | x     | 14.04     |                               | 731   | 2504   |
| 10     | Karl Robert Saluri      | Estonia                     | x     | 13.84 | x     | 13.84     |                               | 719   | 2624   |
| 11     | Thomas Van der Plaetsen | Belgio                      | 13.76 | 13.66 | 13.36 | 13.76     |                               | 714   | 2428   |
| 12     | Tim Duckworth           | Gran Bretagna               | 11.72 | 12.89 | 12.97 | 12.97     |                               | 665   | 2608   |

### Salto in alto
| Class. | Group | Atleta                  | Nazione                     | 1.80 | 1.83 | 1.86 | 1.89 | 1.92 | 1.95 | 1.98 | 2.01 | 2.04 | 2.07 | 2.10 | 2.13 | 2.16 | Risultati | Note                                     | Punti | Totale |
| ------ | ----- | ----------------------- | --------------------------- | ---- | ---- | ---- | ---- | ---- | ---- | ---- | ---- | ---- | ---- | ---- | ---- | ---- | --------- | ---------------------------------------- | ----- | ------ |
| 1      | A     | Tim Duckworth           | Gran Bretagna               | –    | –    | –    | –    | –    | –    | –    | xo   | o    | o    | o    | o    | xxx  | 2.13      |                                          | 925   | 3533   |
| 2      | A     | Thomas Van der Plaetsen | Belgio                      | –    | –    | –    | –    | –    | –    | o    | –    | xo   | o    | o    | xxx  |      | 2.10      | Miglior prestazione personale stagionale | 896   | 3324   |
| 3      | B     | Andreas Bechmann        | Germania                    | –    | –    | –    | o    | o    | o    | xo   | o    | o    | xo   | xxx  |      |      | 2.07      | Miglior prestazione personale            | 868   | 3372   |
| 4      | B     | Fredrik Samuelsson      | Svezia                      | –    | –    | –    | –    | o    | –    | o    | o    | o    | xxo  | xxx  |      |      | 2.07      | Miglior prestazione personale stagionale | 868   | 3475   |
| 5      | A     | Jorge Ureña             | Spagna                      | –    | –    | o    | –    | –    | o    | –    | xo   | o    | xxo  | xxx  |      |      | 2.07      | Miglior prestazione personale stagionale | 868   | 3443   |
| 6      | A     | Il'ja Škurenëv          | Atleti Neutrali Autorizzati | –    | –    | –    | –    | –    | o    | –    | o    | o    | xxx  |      |      |      | 2.04      |                                          | 840   | 3381   |
| 7      | A     | Basile Rolnin           | Francia                     | –    | –    | –    | –    | o    | xo   | xo   | xxo  | xxo  | xxr  |      |      |      | 2.04      |                                          | 840   | 3397   |
| 8      | A     | Janek Õiglane           | Estonia                     | –    | –    | –    | –    | o    | –    | o    | xo   | xxx  |      |      |      |      | 2.01      | Miglior prestazione personale stagionale | 813   | 3332   |
| 9      | B     | Vitaliy Zhuk            | Bielorussia                 | –    | –    | o    | xo   | o    | xo   | xxo  | xxx  |      |      |      |      |      | 1.98      |                                          | 785   | 3202   |
| 10     | B     | Jiří Sýkora             | Rep. Ceca                   | –    | –    | –    | –    | o    | –    | xxx  |      |      |      |      |      |      | 1.92      |                                          | 731   | 3280   |
| 11     | B     | Martin Roe              | Norvegia                    | –    | o    | o    | xo   | o    | xxx  |      |      |      |      |      |      |      | 1.92      |                                          | 731   | 3372   |
|        | B     | Karl Robert Saluri      | Estonia                     |      |      |      |      |      |      |      |      |      |      |      |      |      | dns       |                                          |       |        |

### 60 metri ostacoli
| Class. | Heat | Lane | Atleta                  | Nazione                     | Risultati | Notes                         | Punti | Totale |
| ------ | ---- | ---- | ----------------------- | --------------------------- | --------- | ----------------------------- | ----- | ------ |
| 1      | 2    | 3    | Jorge Ureña             | Spagna                      | 7.78      | Miglior prestazione personale | 1038  | 4481   |
| 2      | 2    | 7    | Jiří Sýkora             | Rep. Ceca                   | 8.02      |                               | 977   | 4257   |
| 2      | 1    | 6    | Il'ja Škurenëv          | Atleti Neutrali Autorizzati | 8.02      |                               | 977   | 4358   |
| 4      | 2    | 4    | Tim Duckworth           | Gran Bretagna               | 8.16      |                               | 942   | 4475   |
| 5      | 2    | 5    | Janek Õiglane           | Estonia                     | 8.18      |                               | 937   | 4269   |
| 6      | 2    | 6    | Fredrik Samuelsson      | Svezia                      | 8.20      |                               | 932   | 4407   |
| 7      | 1    | 8    | Thomas Van der Plaetsen | Belgio                      | 8.29      |                               | 910   | 4234   |
| 8      | 1    | 4    | Martin Roe              | Norvegia                    | 8.36      | Miglior prestazione personale | 893   | 4265   |
| 9      | 1    | 5    | Andreas Bechmann        | Germania                    | 8.55      |                               | 848   | 4220   |
| 10     | 1    | 7    | Vitaliy Zhuk            | Bielorussia                 | 8.57      |                               | 843   | 4045   |
|        | 2    | 8    | Basile Ronin            | Francia                     | dns       |                               |       |        |

### Salto con l'asta
| Class. | Atleta                  | Nazione                     | 4.40 | 4.50 | 4.60 | 4.70 | 4.80 | 4.90 | 5.00 | 5.10 | 5.20 | 5.30 | 5.40 | Risultati | Note                                     | Punti | Totale |
| ------ | ----------------------- | --------------------------- | ---- | ---- | ---- | ---- | ---- | ---- | ---- | ---- | ---- | ---- | ---- | --------- | ---------------------------------------- | ----- | ------ |
| 1      | Il'ja Škurenëv          | Atleti Neutrali Autorizzati | –    | –    | –    | –    | o    | –    | o    | o    | o    | xxx  |      | 5.20      |                                          | 972   | 5330   |
| 2      | Andreas Beckmann        | Germania                    | –    | –    | –    | o    | o    | o    | xo   | xxo  | o    | xxx  |      | 5.20      | Miglior prestazione personale            | 972   | 5192   |
| 3      | Thomas Van der Plaetsen | Belgio                      | –    | –    | –    | –    | –    | –    | o    | –    | xxo  | –    | xxx  | 5.20      |                                          | 972   | 5206   |
| 4      | Fredrik Samuelsson      | Svezia                      | –    | o    | –    | o    | o    | o    | o    | xxx  |      |      |      | 5.00      | Miglior prestazione personale            | 910   | 5317   |
| 5      | Tim Duckworth           | Gran Bretagna               | –    | –    | o    | o    | xo   | xo   | o    | xxx  |      |      |      | 5.00      |                                          | 910   | 5385   |
| 6      | Jorge Ureña             | Spagna                      | –    | –    | o    | –    | o    | xo   | xxo  | xxx  |      |      |      | 5.00      | Miglior prestazione personale stagionale | 910   | 5391   |
| 7      | Martin Roe              | Norvegia                    | –    | o    | o    | o    | xo   | o    | xxx  |      |      |      |      | 4.90      | Miglior prestazione personale            | 880   | 5145   |
| 8      | Janek Õiglane           | Estonia                     | –    | –    | –    | –    | o    | –    | xr   |      |      |      |      | 4.80      |                                          | 849   | 5118   |
| 9      | Vitaliy Zhuk            | Bielorussia                 | –    | –    | o    | xo   | xo   | xxx  |      |      |      |      |      | 4.80      | Miglior prestazione personale            | 849   | 4894   |
| -      | Jiří Sýkora             | Rep. Ceca                   | xr   |      |      |      |      |      |      |      |      |      |      | nm        |                                          | 0     | 0      |

### 1000 metri piani
| Class. | Atleta                  | Nazione                     | Risultati | Notes                                    | Punti |
| ------ | ----------------------- | --------------------------- | --------- | ---------------------------------------- | ----- |
| 1      | Jorge Ureña             | Spagna                      | 2:44.27   |                                          | 827   |
| 2      | Il'ja Škurenëv          | Atleti Neutrali Autorizzati | 2:45.35   |                                          | 815   |
| 3      | Andreas Bechmann        | Germania                    | 2:45.86   |                                          | 809   |
| 4      | Fredrik Samuelsson      | Svezia                      | 2:45.99   |                                          | 808   |
| 5      | Martin Roe              | Norvegia                    | 2:46.17   | Miglior prestazione personale            | 806   |
| 6      | Vitaliy Zhuk            | Bielorussia                 | 2:47.18   | Miglior prestazione personale stagionale | 795   |
| 7      | Thomas Van der Plaetsen | Belgio                      | 2:48.30   |                                          | 783   |
| 8      | Tim Duckworth           | Gran Bretagna               | 2:49.44   | Miglior prestazione personale            | 771   |
| 9      | Jiří Sýkora             | Rep. Ceca                   | 2:50.58   |                                          | 759   |
| -      | Janek Õiglane           | Estonia                     | dns       |                                          | 0     |

## Classifica finale
The highest mark recorded in each event is highlighted in yellow
| Class   | Atleta                  | Nazione                     | 60m  | SL   | GP    | SAl  | 60h  | SAs  | 1000m   | Punti | Note                          |
| ------- | ----------------------- | --------------------------- | ---- | ---- | ----- | ---- | ---- | ---- | ------- | ----- | ----------------------------- |
| Oro     | Jorge Ureña             | Spagna                      | 6.96 | 7.39 | 14.68 | 2.07 | 7.78 | 5.00 | 2:44.27 | 6218  | WL                            |
| Argento | Tim Duckworth           | Gran Bretagna               | 6.85 | 7.79 | 12.97 | 2.13 | 8.16 | 5.00 | 2:49.44 | 6156  |                               |
| Bronzo  | Il'ja Škurenëv          | Atleti Neutrali Autorizzati | 7.18 | 7.66 | 14.30 | 2.04 | 8.02 | 5.20 | 2:45.36 | 6145  |                               |
| 4       | Fredrik Samuelsson      | Svezia                      | 7.06 | 7.66 | 14.69 | 2.07 | 8.20 | 5.00 | 2:45.99 | 6125  | Miglior prestazione personale |
| 5       | Andreas Bechmann        | Germania                    | 7.05 | 7.39 | 14.04 | 2.07 | 8.55 | 5.20 | 2:45.86 | 6001  |                               |
| 6       | Thomas Van der Plaetsen | Belgio                      | 7.35 | 7.57 | 13.76 | 2.10 | 8.29 | 5.20 | 2:48.30 | 5989  |                               |
| 7       | Martin Roe              | Norvegia                    | 7.03 | 7.53 | 15.60 | 1.92 | 8.36 | 4.90 | 2:46.17 | 5951  | Record nazionale              |
| 8       | Vitaliy Zhuk            | Bielorussia                 | 7.13 | 6.55 | 16.32 | 1.98 | 8.57 | 4.80 | 2:47.18 | 5689  |                               |
| 9       | Jiří Sýkora             | Rep. Ceca                   | 7.08 | 7.36 | 15.09 | 1.92 | 8.02 | NM   | 2:50.58 | 5016  |                               |
| -       | Janek Õiglane           | Estonia                     | 7.15 | 7.23 | 15.50 | 2.01 | 8.18 | 4.80 | dns     | dnf   |                               |
| -       | Basile Rolnin           | Francia                     | 7.13 | 7.44 | 15.17 | 2.04 | dns  | –    | –       | dnf   |                               |
| .       | Karl Robert Saluri      | Estonia                     | 6.75 | 7.49 | 13.84 | dns  | –    | –    | –       | dnf   |                               |